# Pseudopaludicola falcipes
Pseudopaludicola falcipes é uma espécie de anfíbio da família Leptodactylidae. Pode ser encontrada na Argentina, Uruguai, Paraguai e Brasil.